# Focă obișnuită
Foca obișnuită (Phoca vitulina), cunoscută și cu numele de vițel de mare sau focă comună, este o focă fără urechi găsită de-a lungul coastelor marine temperate și arctice din emisfera nordică. Cele mai răspândite specii de pinipede (morse, foci cu urechi și cele fără urechi), se găsesc în apele de coastă din Atlanticul și Pacificul de Nord, Marea Baltică și Marea Nordului.
Focile comune sunt maro, alb-argintii, maro-deschis sau gri, cu nări distinctive în formă de V. Un adult poate atinge o lungime de 1,85 m și o masă de până la 168 kg. Grăsimea de sub piele ajută foca la menținerea temperaturii corpului. Femelele trăiesc mai mult ca masculii (30-35 de ani față de 20-25 de ani). Focile se țin pe locurile familiare de odihnă, în general zone stâncoase (deși pot sta și pe gheață, nisip și noroi) unde sunt protejate de condițiile meteorologice nefavorabile și de prădători, în apropierea unei zone de hrănire. Masculii se pot lupta pentru femele sub apă și pe uscat. Femelele fată un singur pui după o gestație de nouă luni, de care au grijă singure. Puii pot cântări până la 16 kg și sunt capabili să înoate și să se scufunde la câteva ore de la naștere. Se dezvoltă rapid cu laptele gras al mamelor și sunt înțărcați după la 4 - 6 săptămâni.
Populația globală de foci obișnuitee este de 350.000–500.000, dar subspecia de apă dulce Ungava din nordul Quebecului este pe cale de dispariție. Odinioară o practică comună, vânarea focilor este acum ilegală în multe țări din arealul lor.

## Descriere

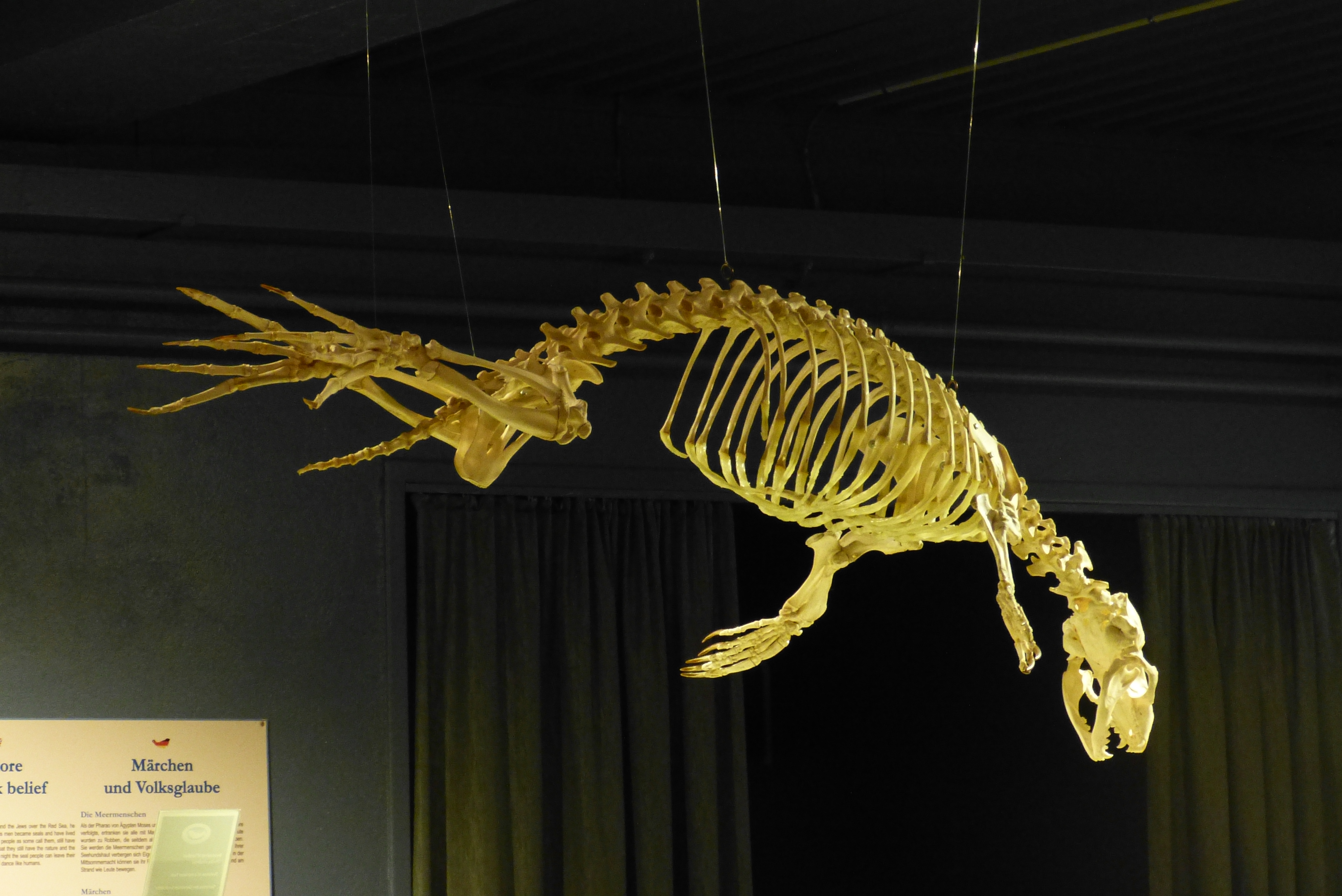
Scheletul unei foci obișnuite în Muzeul Focilor din Islanda

Focile individuale posedă un model unic de pete, fie întunecate pe un fundal deschis, fie deschise pe unul întunecat. Ele variază în culoare de la negru-maroniu până la cafeniu sau gri; părțile inferioare sunt în general mai deschise la culoare. Corpul și înotătorile sunt scurte, capetele sunt rotunjite. Nările arată distinct în formă de V. La fel ca și în cazul altor foci adevărate, nu au pinna (pavilionul urechii). Canalul auditiv poate fi vizibil în spatele ochiului. Cu tot cu cap și înotători, acestea pot atinge la o vârstă adultă la 1,85 m și la 55 până la 168 kg. Femelele sunt în general mai mici decât masculii.

## Populație
Există aproximativ 350.000–500.000 de foci obișnuite în întreaga lume. Deși populația nu este amenințată în ansamblu, populațiile din Groenlanda, Hokkaidō și Marea Baltică sunt excepții. Populațiile locale au fost reduse sau eliminate din cauza bolilor (în special virusul ciurului phocine) și conflictului cu oamenii, atât neintenționat, cât și intenționat. Uciderea focilor percepute ca amenințare pentru populațiile de pește este legală în Norvegia și Canada, dar vânătoarea comercială este ilegală. Focile sunt capturate și în vânătoarea de subzistență și uneori ca captură accidentală (în principal în plasele de fund). De-a lungul coastei norvegiene, capturile accidentale reprezentau 48% din mortalitatea puilor. Uciderea sau prinderea de foci este ilegală în Regatul Unit de la 1 martie 2021.

## Habitat și hrană
Focile preferă locurile de odihnă familiare. Ele pot petrece câteva zile pe mare și pot călători până la 50 km în căutarea zonelor de hrănire și, de asemenea, pot înota mai mult de o sută de mile în amonte în apă dulce a râurilor mari urmărind peștii migratori, precum alosinae și probabil somonul. Locurile de odihnă pot fi atât coaste accidentate, stâncoase, cum ar fi cele din Hebride sau țărmurile din Noua Anglie, sau plaje cu nisip, cum ar fi cele din Normandia în nordul Franței sau Outer Banks din Carolina de Nord. Focile obișnuite se adună frecvent în porturi, golfuri, zone intercotidale nisipoase și estuare în căutarea peștilor-pradă, cum ar fi somonul, menhaden, hamsii, biban de mare, hering, macrou, cod, merlan și pleuronectiforme și, ocazional, creveți, crabi, moluște și calmari. Subspeciile atlantice din Europa sau America de Nord exploatează ca sursă de hrană și peștii din genul Ammodytes care locuiesc mai adânc, iar subspeciile din Pacific au fost înregistrate consumând ocazional pești din genul Oncorhynchus. Deși focile trăiesc mai ales lângă coastă, scufundări de peste 500 m au fost înregistrate. S-a înregistrat că focile atacă, ucid și mănâncă mai multe specii de rațe.

## Comportament, supraviețuire și reproducere
Focile obișnuite sunt solitare, dar sunt gregare pe țărm și în timpul sezonului de reproducere, deși nu formează grupuri la fel de mari ca alte foci. Când nu se hrănesc în mod activ, ei ies pe mal să se odihnească. Tind să fie de coastă, nu se aventurează mai mult de 20 km în larg. Sistemul de împerechere nu este cunoscut, dar se crede că este poligam. Femelele fată o dată pe an, cu o perioadă de gestație în jur de nouă luni. Femelele au o vârstă medie la maturitatea sexuală de 3,72 ani și o vârstă medie la prima naștere de 4,64. Atât curtarea, cât și împerecherea au loc sub apă. Cercetătorii au descoperit că masculii se adună sub apă, se întorc pe spate, își pun capetele împreună și vocalizează pentru a atrage femelele gata de reproducere. Rata de sarcină a femeilor a fost de 92% de la vârsta de 3 până la 36 de ani, cu succes reproductiv scăzut după vârsta de 25 de ani.
Fătarea are loc anual pe țărm. Momentul sezonului de fătare variază în funcție de loc, având loc în februarie pentru populațiile de la latitudini inferioare și până în iulie în zona subarctică. Doar mamele au grijă de pui, alăptarea durând 24 de zile. Puiul se naște bine dezvoltat, capabil să înoate și să se scufunde în câteva ore. Timp de trei până la patru săptămâni puiul se hrănește cu laptele gras al mamei și crește rapid; născuți cu o greutate de până la 16 kilograme, puii își pot dubla greutatea până la înțărcare.
Focile trebuie să petreacă mult timp pe țărm în timpul năpârlirii, care are loc la scurt timp după reproducere. Acest timp pe uscat este important pentru ciclul de viață și poate fi perturbat în cazul unei prezențe umane substanțiale. Momentul declanșării năpârlirii depinde de vârsta și sexul animalului, mai întâi la puii de un an, iar la masculii adulți la urmă. O femelă se împerechează din nou imediat după înțărcarea puiului ei. Focile sunt uneori reticente să iasă pe mal în prezența oamenilor, așa că dezvoltarea și accesarea țărmului trebuie studiate cu atenție în locațiile cunoscute ca locuri de odihnă a focilor. 
În comparație cu multe specii de pinipede și spre deosebire de pinipedele otariide, focile obișnuite sunt în general considerate a fi mai reticente vocal. Cu toate acestea, ele folosesc vocalizări non-armonice pentru a menține teritoriile de reproducere și pentru a-și găsi pereche în anumite perioade ale anului, și, de asemenea, în timpul interacțiunilor dintre mamă și pui.
Ratele anuale de supraviețuire au fost calculate la 0,91 pentru masculi adulți și 0,902 pentru femelele adulte. Vârsta maximă la femele a fost de 36 de ani, iar la masculi de 31 de ani.

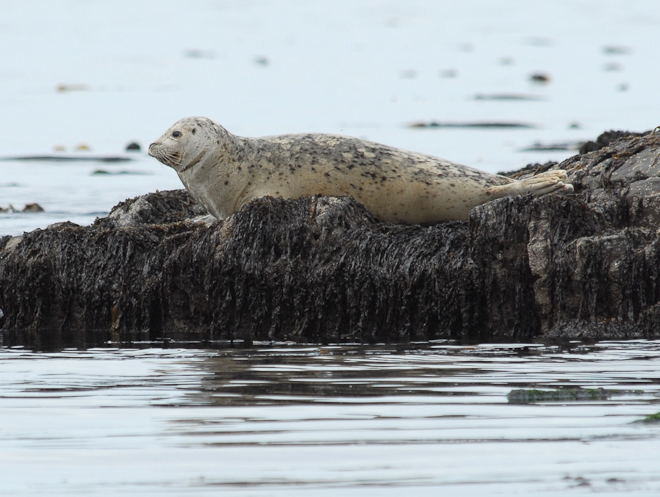
Focă albă pe mușchi, Alaska
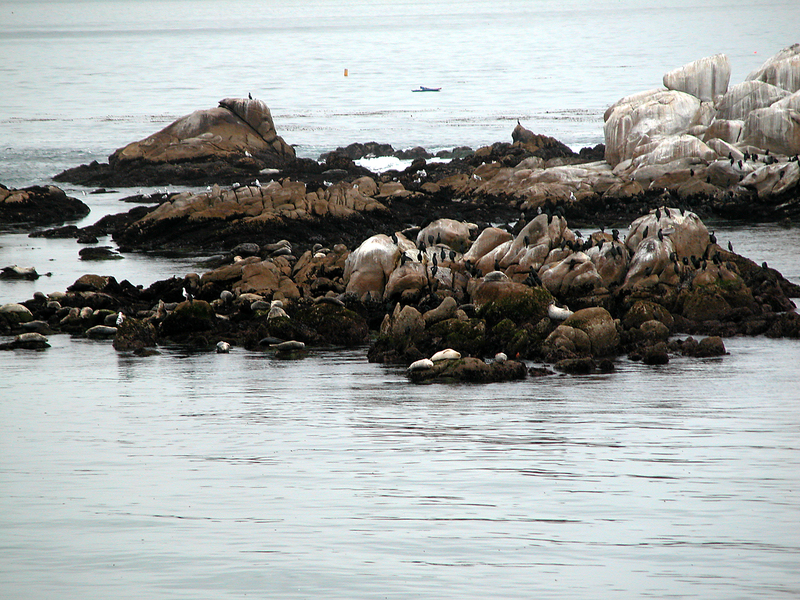
Foci la Point Lobos, California
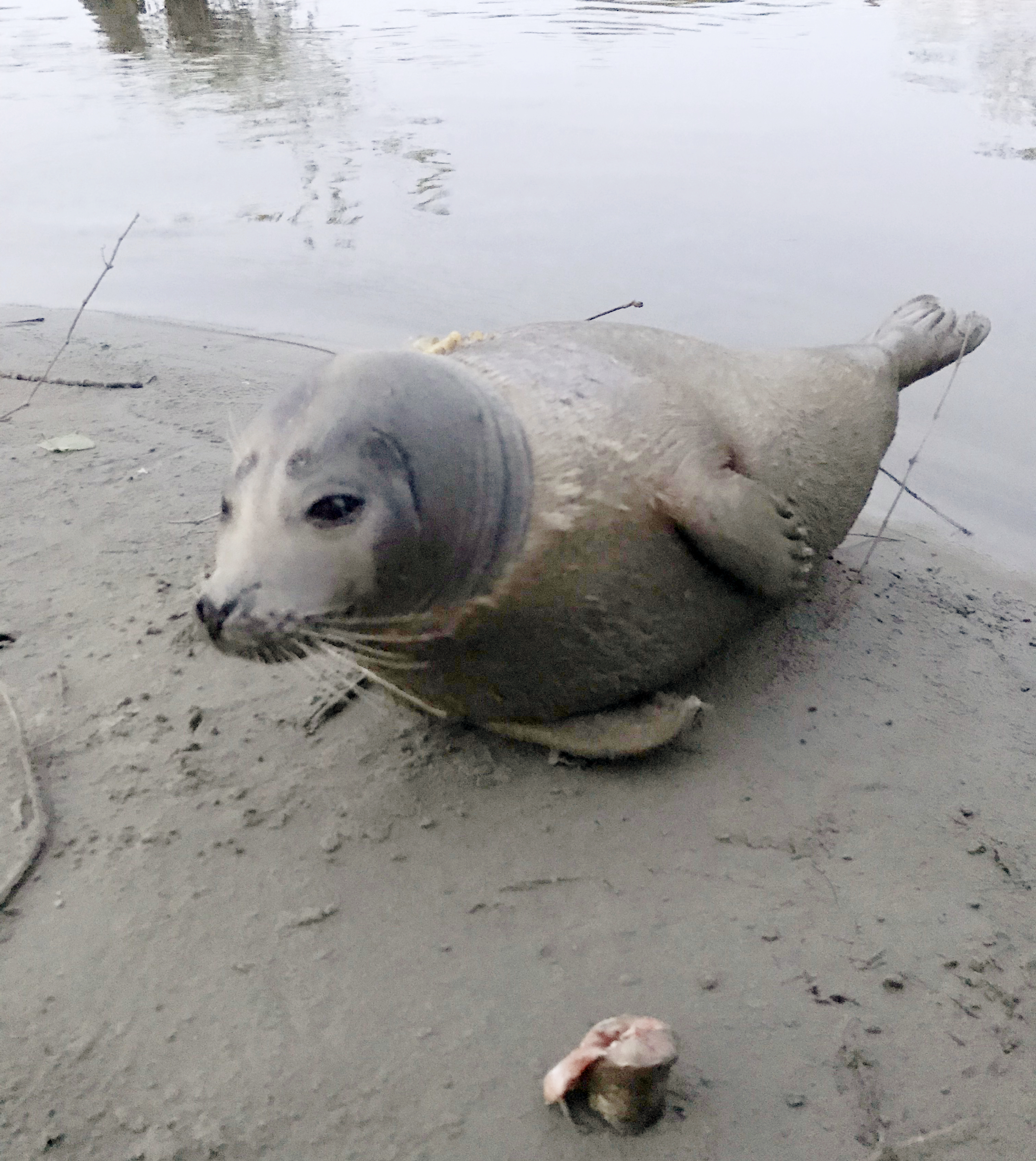
Focă în râul Connecticut, în urma migrației peștilor anadromi
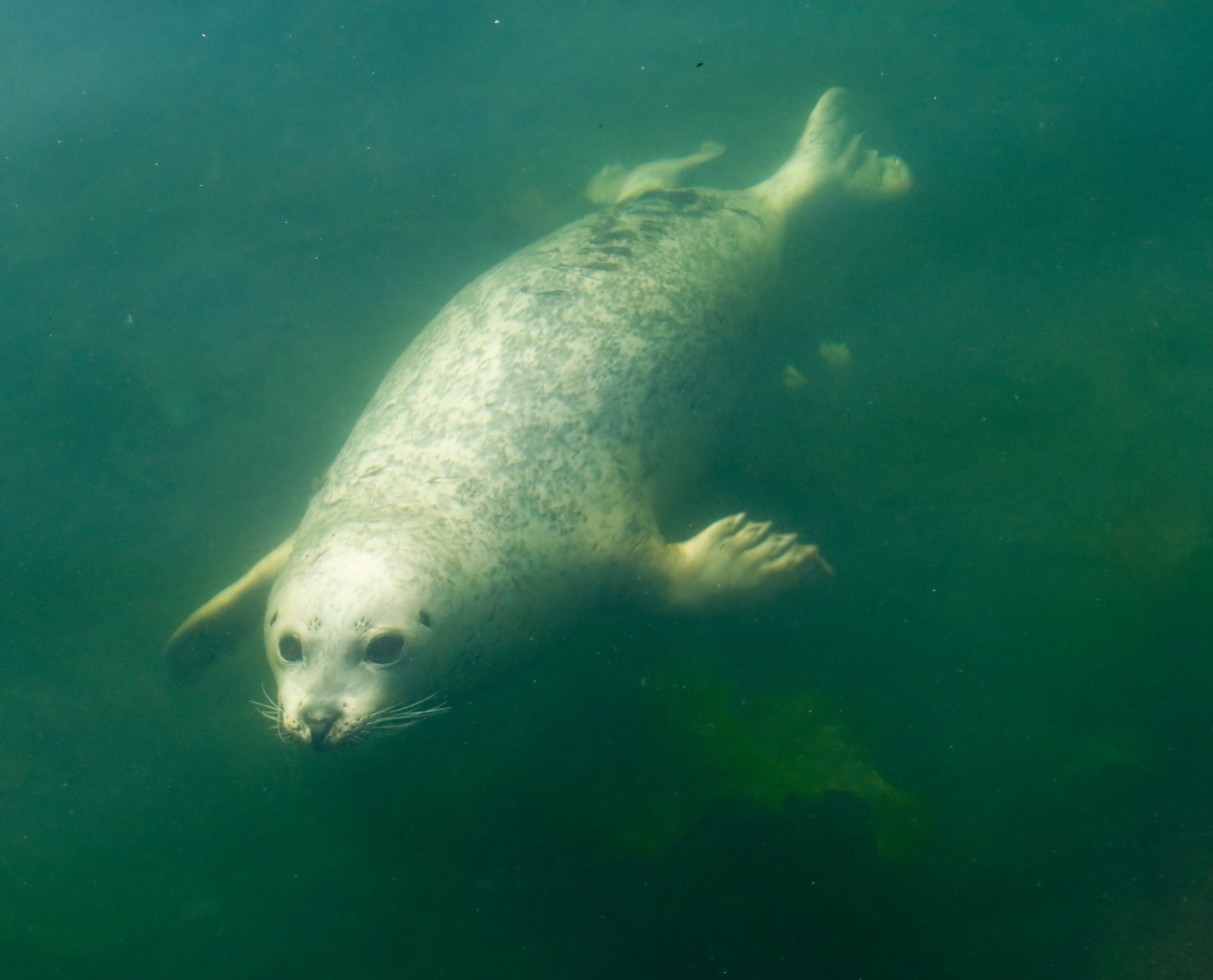
Focă înotând
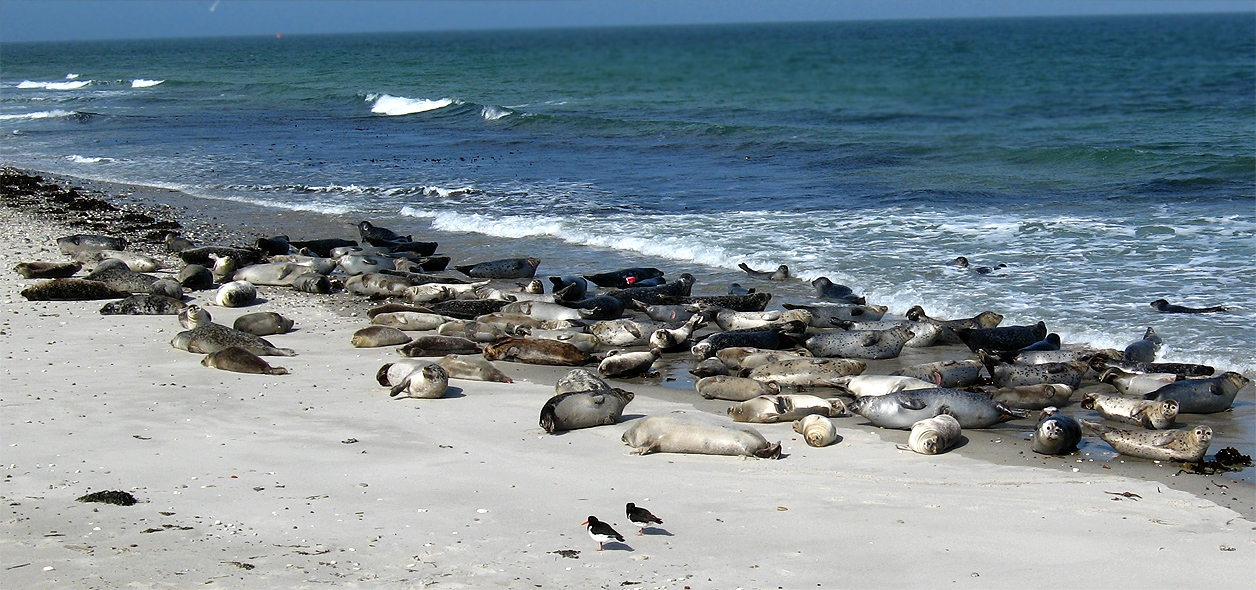
Colonie de foci de pe Helgoland, Germania
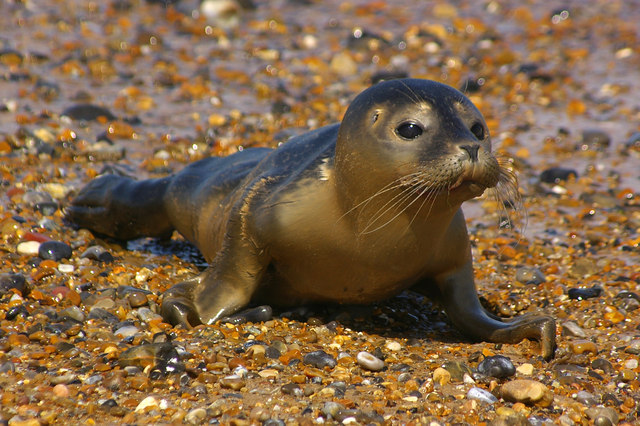
Un pui
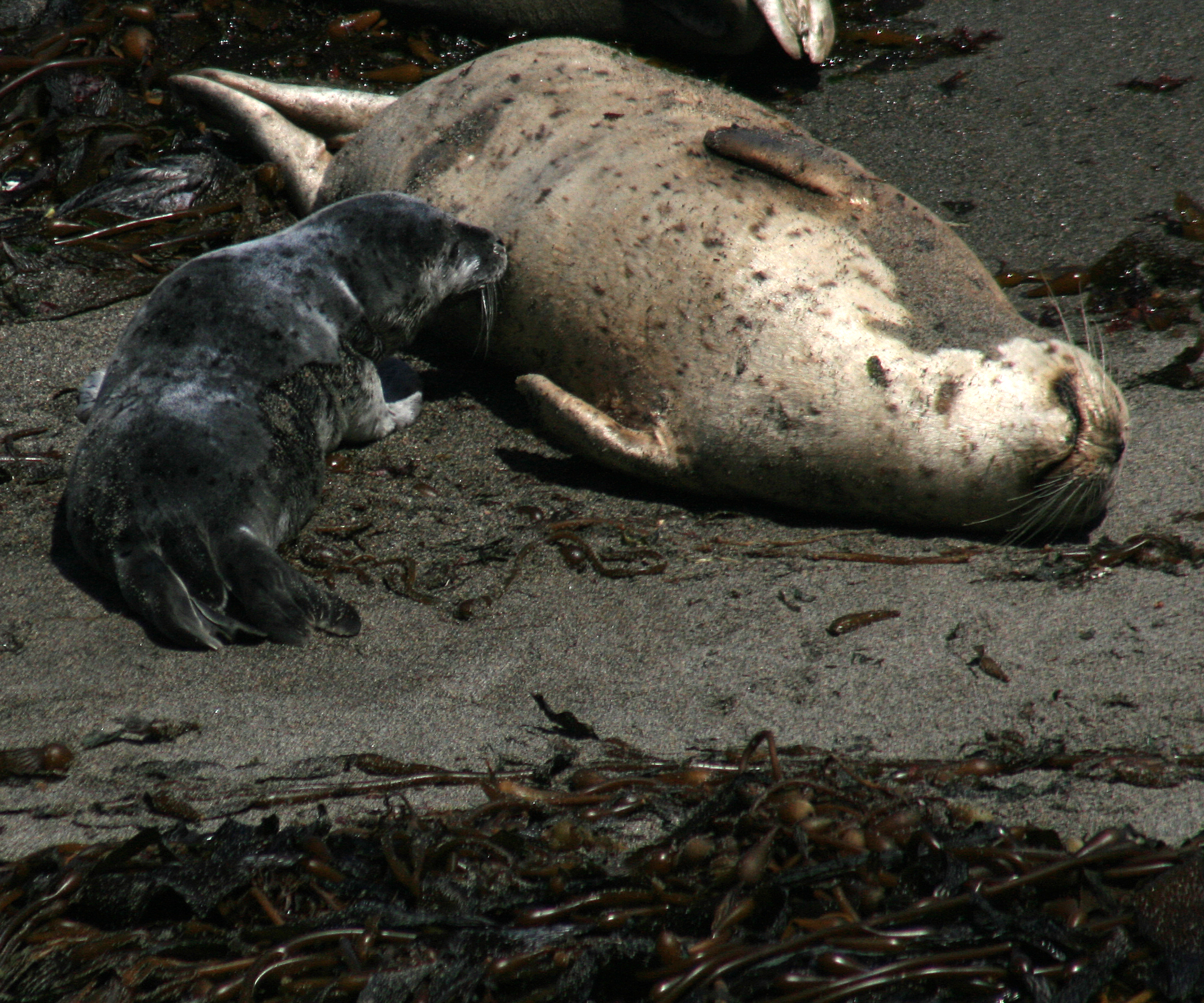
Alăptarea puilor la Point Lobos în California